# Gustave Choquet
Gustave Choquet (Solesmes, 1º marzo 1915 – Lione, 14 novembre 2006) è stato un matematico francese.
I suoi contributi sono soprattutto nel campo dell'analisi funzionale e della teoria del potenziale. Ha creato la teoria di Choquet e l'integrale di Choquet, uno strumento di probabilità imprecisa (teoria delle decisioni).
Ha iniziato la carriera accademica alla École Normale Supérieure, svolgendo la tesi di dottorato con Arnaud Denjoy. Ha insegnato all'Università di Parigi per oltre quarant'anni ed è stato insignito del grado di ufficiale della Legion d'onore francese.